# Charles de Birague
Pour les articles homonymes, voir Birague.
 (décembre 2015).
Charles de Birague (en italien : Carlo Birago ou Carlo di/da Birago) était le cousin germain de René de Birague. Il était le fils de César de Birague (en italien Cesare da Birago) et de Laure de Turriane et le frère de Ludovic de Birague (en italien, Lodovico ou Luigi da Birago) .

## Biographie
Il était chevalier de Saint-Michel depuis août 1564 et chevalier de l'ordre du Saint-Esprit le 31 décembre 1580.
Il était gouverneur de Savillan et gentilhomme ordinaire de la chambre du roi quand il a été naturalisé Français avec son frère Ludovic le 12 août 1564. 
Il obtint la charge de lieutenant-général au gouvernement de Piémont, sous le duc de Nevers, par commission le 5 avril 1567. Il fut nommé maréchal de camp le 28 septembre 1567. En juillet 1573, il lança une expédition contre les Vaudois du marquisat de Saluces.
Conseiller d'État depuis 1572.
En 1574, il est chargé de la cession des places de Pignerol, Savillan, Labbaye, Gevolle et La Pérouse à la Savoie et de la récupération de l'artillerie qui se trouvait dans ces villes. Le duc de Nevers ayant refusé de rester plus longtemps gouverneur de Saluces, Charles de Birague fut nommé gouverneur de Saluces par provisions le 19 octobre 1574.
En 1577, le roi décida de renouveler les cadres provinciaux. Charles de Birague a été alors nommé gouverneur des places en Piémont en novembre 1577, poste qu'espérait le maréchal de Bellegarde.
En Piémont, l'opposition entre Charles de Birague et le maréchal de Bellegarde a amené Charles de Birague à réparer les fortifications des places qu'il commandait. En 1579, Bellegarde n'ayant pas reçu le titre de maréchal de France a pris les armes contre Henri III et a attaqué le 14 juin 1579 le marquisat de Saluces placé sous le gouvernement de Charles de Birague. Bellegarde prit Saluces et conserva la place jusqu'à sa mort en décembre 1579. Le gouvernement de la place de Saluces fut alors confié par le roi à Bernard de La Valette, grâce à l'appui de son frère, Jean-Louis de Nogaret de La Valette. Cela eut pour conséquence que César de Bellegarde prenne les armes pour s'emparer du marquisat de Saluces avec l'appui d'un capitaine originaire d'Avignon, Pierre Fangier d'Anselme. Finalement César de Bellegarde rend le marquisat Saluces au roi en 1581 et Bernard de la Valette en reprend possession.
En août 1583, le roi Henri III lui confia la mission avec l'évêque de Langres, Charles Pérusse des Cars, d'accompagner sa sœur Marguerite de Valois auprès de son mari, Henri de Navarre. À cette époque, le roi de Navarre a pour maîtresse la belle Corisande. À l'opposition entre les époux s'ajoutait le conflit entre protestants et catholiques. Henri de Navarre avait pris Mont-de-Marsan le 21 novembre 1583 et, en réponse, le maréchal de Matignon avait fait occuper Bazas, Dax, Saint-Sever, Condom et Agen par des troupes catholiques. Il participa avec Pomponne de Bellièvre, en novembre 1583, à des discussions qui durèrent jusqu'en janvier 1584 avec Henri de Navarre pour qu'il accepta de recevoir son épouse et qu'un accord soit trouvé pour les villes occupées.